# Osmund
Osmund (fl. c. 760 - c. 772) fou Rei de Sussex, aparentment regnant conjuntament amb Oswald, Oslac i Ælfwald de Sussex. Segons la versió D de la Crònica anglosaxona Osmund regnava a Sussex a la mort de l'Arquebisbe Cuthbert de Lindisfarne, així que el seu regnat començà abans d'aquell esdeveniment. Osmund emeté una carta datada l'any 762 per error en comptes del 765, com a Osmundus. Osmund també emeté una carta datada el 770 en la que apareix com Osmundus rex. Així que el regnat d'Osmund s'inicià el 760 (o abans) fins al 770 o 772, quan feu de testimoni en una carta d'Offa, Rei de Mèrcia, datada el 772 com a Osmund dux. Evidentment fou degradat de rei a ealdorman després de la conquesta de Sussex per part d'Offa.